# ظلف‌الفرس

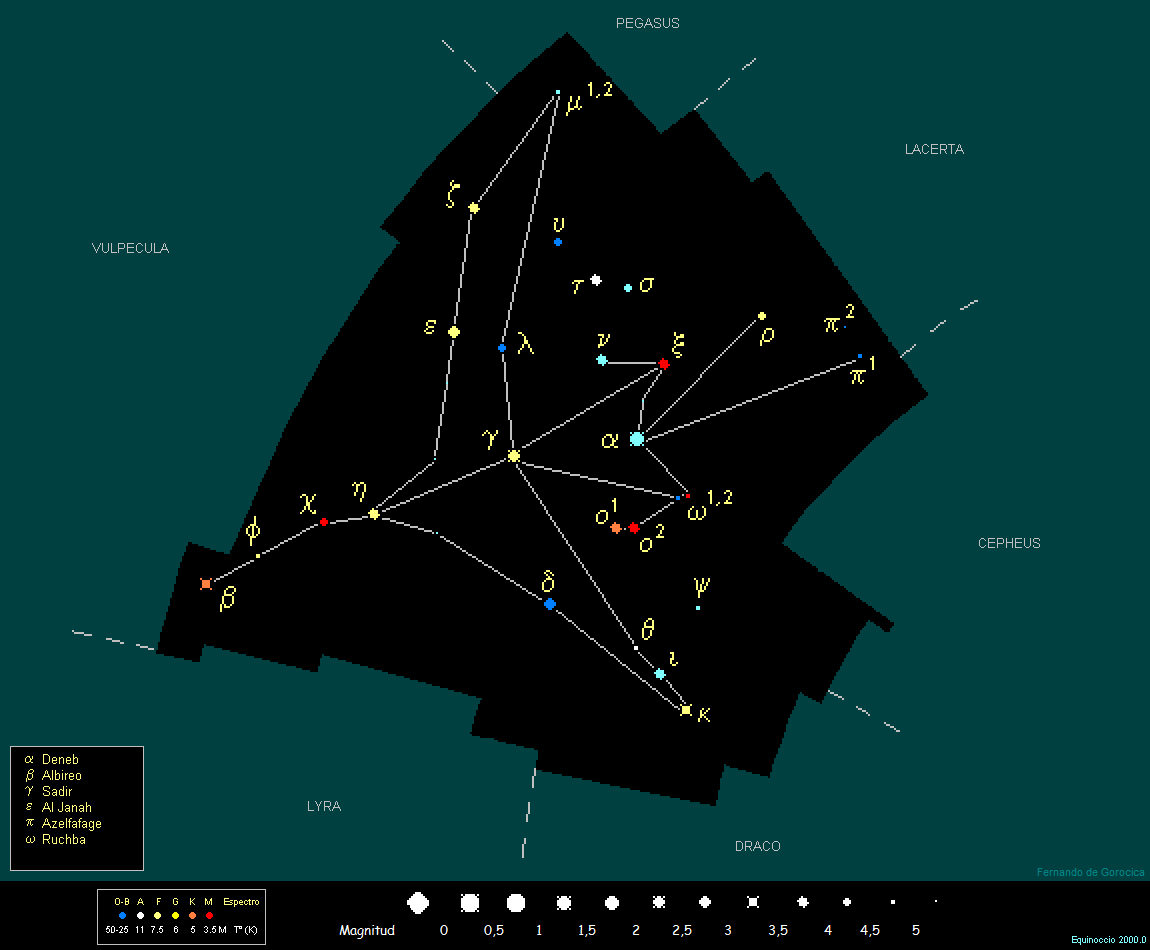
در این طرح از صورت فلی ماکیان، ظلف‌الفرس با برچسب‌های π¹ و π2 دیده می‌شود.

ظِلف‌الفَرَس (Azelfafage) (اسب‌سُم) که با نام‌های پی۱ ماکیان (انگلیسی: Pi1 Cygni) و اصل‌الدجاجه (ماکیان‌ریشه) و ذیل‌الدجاجه (ماکیان‌دُمگاه) نیز شناخته می‌شود، یک ستاره دوتایی در صورت فلکی ماکیان (در نیمکره شمالی آسمان) است. این ستاره که با چشم غیرمسلح هم دیده می‌شود، قدر ظاهری ۴٫۶۶ دارد. فاصله این سامانهٔ ستاره‌ای از ما با استفاده از اختلاف منظر سالانه آن که ۱٫۸۹ ثانیه قوسی است، حدود ۱۷۰۰ سال نوری تخمین زده شده است (البته ممکن است صد سال نوری کمتر یا بیشتر باشد).
ظلف‌الفرس ستاره‌ای زیرغول از رده طیفی بی۳ است که به دلیل روشنایی متوسط آن، به راحتی با چشم غیر مسلح از مکان‌هایی با آسمان تاریک قابل مشاهده است، در حالی که ممکن است از آسمان‌های آلوده به نور به سختی یا اصلاً قابل مشاهده نباشد.
این سامانهٔ دوتایی از دو ستاره تشکیل شده است: پی¹ ماکیان A و پی¹ ماکیان B. ستاره A نام رسمی «ظلف‌الفرس» را دارد که در واقع نام سنتی کل سیستم بوده است.

## نام
نام سنتی این ستاره، یعنی ظلف‌الفرس، از عبارت عربی «ظلف الفرس» به معنای «سُم اسب» یا «رفتنگاه اسب» گرفته شده است. احتمالی دیگر ذکر می‌شود که نام Azelfafage در زبان‌های غربی شکل تحریف‌شدهٔ «أصل الدجاجة» (ریشهٔ ماکیان) است یا از «ذیل الدجاجة» به معنای «دُمگاه ماکیان» گرفته شده است.
نام π¹ ماکیان (که به لاتین Pi¹ Cygni نوشته می‌شود) نامگذاری بایر این ستاره است. حروف A و B برای دو جزء آن نیز طبق قرارداد کاتالوگ چندگانگی واشینگتن (WMC) برای سیستم‌های ستاره‌ای چندگانه انتخاب شده و توسط اتحادیه بین‌المللی اخترشناسی (IAU) به تصویب رسیده است.
در سال ۲۰۱۶، اتحادیه بین‌المللی اخترشناسی گروه کاری نام ستاره‌ها (WGSN) را برای فهرست‌بندی و استانداردسازی نام‌های خاص ستارگان تشکیل داد. این گروه در ۱۲ سپتامبر ۲۰۱۶ نام ظلف‌الفرس را برای پی¹ ماکیان تأیید کرد و اکنون این نام در فهرست نام‌های ستاره‌ای تأیید شده توسط IAU قرار دارد. طبق نظر WGSN، اگر نامی برای یک سیستم ستاره‌ای چندگانه انتخاب شود و حرف جزء به صراحت ذکر نشود، این نام به درخشان‌ترین جزء آن سیستم نسبت داده می‌شود که در اینجا پی¹ ماکیان A است.
به معنای مار پرنده، به صورتوارهای اشاره دارد که از پی¹ ماکیان، آلفا چلپاسه، ۴ چلپاسه، پی۲ ماکیان، اچ‌دی ۲۰۶۲۶۷، اپسیلون قیفاووس، بتا چلپاسه، سیگما ذات‌الکرسی، رو ذات‌الکرسی، تاو ذات‌الکرسی، ای‌آر ذات‌الکرسی، ۹ چلپاسه، ۳ زن برزنجیر، ۷ زن برزنجیر، ۸ زن برزنجیر، لاندا زن برزنجیر، کاپا زن برزنجیر، سای زن برزنجیر و یوتا زن برزنجیر تشکیل شده است. در نتیجه، نام چینی برای خود پی¹ ماکیان 螣蛇四 (تِنگ شِه سی)، (چهارمین ستاره مار پرنده) است.

## ویژگی‌ها
ظلف‌الفرس یک ستاره دوتایی طیفی است. این ستاره بخشی از خطوط اصلی تشکیل‌دهنده شکل ماکیان نیست، اما در محدوده مرزهای این صورت فلکی قرار می‌گیرد. بر اساس نوع طیفی آن (B3IV)، رنگ ظلف‌الفرس آبی است، به این معنی که این ستاره یکی از داغ‌ترین ستارگان در جهان و داغ‌تر از خورشید ما است.
دمای ظلف‌الفرس در محدوده ۱۰۰۰۰ تا ۳۰۰۰۰ کلوین است. دمای مؤثر آن ۸۵۸۲ کلوین است که از دمای مؤثر خورشید، که ۵۷۷۷ کلوین است، بیشتر است. بر اساس اختلاف منظر ۱٫۸۹، فاصله ظلف‌الفرس از زمین ۱۷۲۵٫۷۳ سال نوری یا ۵۱۵٫۴۶ پارسک محاسبه شده است.
میل (عرض جغرافیایی) نشان می‌دهد که یک جرم آسمانی چقدر در شمال یا جنوب استوای سماوی قرار دارد و بر حسب درجه بیان می‌شود. اگر مقدار آن مثبت باشد، در شمال استوای سماوی است. موقعیت ظلف‌الفرس ۲۱ ساعت و ۴۲ دقیقه و ۰۵٫۶۶ ثانیه در بعد و +۵۱ درجه و ۱۱ دقیقه و ۲۲٫۷ ثانیه در میل است.
نوع طیفی ظلف‌الفرس B3IV است، به این معنی که رنگ و نوع آن، ستاره دوتایی طیفی آبی است. هیچ رابطه‌ای بین رنگ و اندازه وجود ندارد. به عنوان مثال، یک ستاره قرمز می‌تواند بزرگ یا کوچک باشد. ستارگان کوچک از نظر انرژی کارآمدتر از ستارگان بزرگتر هستند و عمر طولانی‌تری دارند.
درخشندگی ظلف‌الفرس ۶۳۱۱٫۵۵ است که از کاتالوگ آنلاین Vizier به دست آمده است. این ستاره انرژی بیشتری نسبت به خورشید ما تولید می‌کند. درخشندگی مقدار انرژی است که یک ستاره نسبت به خورشید ما خارج می‌کند. مقدار درخشندگی خورشید ۱ در نظر گرفته می‌شود.
این یک ستاره دوتایی تک خطی با مدار (سیاره) دایره ای نزدیک است که تناوب مداری آن فقط ۲۶٫۳۳ روز است. جزء اصلی، A، یک زیرغول رده‌بندی ستارگان کمی تکامل ستارگان یافته با رده‌بندی ستارگان B3 IV است. جرم آن تقریباً ۱۰ برابر جرم خورشیدی و حدود ۵٫۶ برابر شعاع خورشیدی تخمین زده می‌شود. این ستاره ۱۶۵۳۸ برابر تابندگی خورشید را از جو ستاره‌ای خود با دمای مؤثر تقریباً ۱۸۳۶۰ کلوین ساطع می‌کند. حدود ۲۵ میلیون سال سن دارد و با چرخش ستاره‌ای ۵۵ کیلومتر بر ثانیه می‌چرخد.